# مغنيات الراب غير الجميلات (الموسم 1)
مغنيات الراب غير الجميلات (بالإنجليزية: Unpretty Rapstar؛ بالكورية: 언 프리티 랩 스타) هو برنامج منافسة موسيقي كوري جنوبي لعام 2015 يركز على مغنيين الراب، تم عرض البرنامج، وهو عرض جانبي لـShow Me the Money ، بث لأول مرة في يناير 2015 على إمنت واستضافه مغني الراب الكوري سان إي. في أغسطس 2015، تم التأكيد على أن البرنامج سيبدأ بث موسمه الثاني في 11 سبتمبر 2015، لدى مغنيات الراب غير الجميلات 3 اجزاء

## فعاليات البرنامج

### مهمة فيديو واحدة
كانت المهمة الأولى في جميع مواسم Unpretty Rapstar هي المتسابقون الذين يتعاونون مع القضاة والمنتجين وزملاء المتسابقين لإنشاء فيديو موسيقي لأغنية راب أصلية، يتم تصوير الفيديو في الغالب في لقطة واحدة غير محررة، ويجب على مغني الراب أيضًا كتابة الأغنية وترتيبها بنفسه، بعد اكتمال تصوير الفيديو الموسيقي للأغنية، يصوت إحدى مغنيين الراب التي بعض الاحيان يكونو حكم للبرنامج لمن فعل الأفضل والأسوأ، في النهاية يحصل الفائز بالمهمة على ميزة التقدم للتحدي التالي أو الجزء التالي من المهام القادمة، من تم التصويت عليه بالأسواء من قبل زملائه من مغنيين الراب يتلقى عقوبة الإقصاء من المهمة التالية، أو من الأغنية التي تم إنتاجها للبرنامج.

### معركة ديس تراك (ديس سونغ)
معركة الديس (Diss bttles) هي مثل الديس سونغ حيث يضع المتسابقون بعضهم البعض على المسرح ومن خلال غنائهم مقاطع راب مع لحن موسيقى أخرى لكن مقطع الراب خاصتهم (ديس سونغ) تكون من كتابتهم بنفسهم على عكس معارك الراب في برنامج Show Me the Money.

## الحلقات
| الحلقات | التاريخ         |
| ------- | --------------- |
| 1       | 20 يناير 2015   |
| 2       | فبراير 5, 2015  |
| 3       | فبراير 12, 2015 |
| 4       | فبراير 26, 2015 |
| 5       | مارس 5, 2015    |
| 6       | مارس 12, 2015   |
| 7       | مارس 19, 2015   |
| 8       | مارس 26, 2016   |